# 西斗月拳
西斗月拳（せいとげっけん）は武論尊監修、原哲夫作『蒼天の拳』に登場する架空の拳法。

## 概要
古代中央アジアから西アジアに広く栄えていた月氏の民が興した拳法。月氏族はインドから中国に仏教の経典を運び、最も早く仏教を伝えたことが史実である。
遊牧の民、月氏の源流は古代メソポタミアまで行き着くことから、西斗月拳の萌芽はシルクロードを辿る時代のペルシアよりもたらされる。
西斗月拳は「点穴」に境地を求める拳法で、北斗神拳の代名詞、秘孔突きは西斗月拳の点穴の術から取り入れられた。西斗月拳は一撃必殺ではなく、戦場で複数の経絡秘孔を突くことで、敵に致命の傷を与えることを肝要としており、一方、北斗宗家の拳は受け技が極められ同門同士では実戦での戦闘能力がない。それを北斗宗家稀代の天才・北斗神拳始祖シュケンが西斗月拳の門弟になることによって北斗宗家の拳と融合させ、一撃必殺の秘穴の術を完成させ、地上最強の暗殺拳「北斗神拳」を極めるに至った。北斗神拳の「狼の血」は西斗月拳から伝えられた。
北斗宗家の高僧たちの密命によって、シュケンは西斗月拳が邪悪なる目的で使用されるのを防ぐため西斗月拳の高弟たちを皆殺しにする。しかし、シュケンが愛する女弟子ヤーマは、シュケンの子を身ごもった状態で自ら谷に身を投げたにもかかわらず、一命を取り留めてシュケンの子を出産していた。やがてその事実は月氏の人々に知れることとなり、ヤーマは我が子の助命と引替えに自害する。
劇中でヤサカがシュケンとヤーマの子孫であることが明らかとなるが、2000年前に滅亡したはずの西斗月拳がいかにして1930年代のヤサカによって伝承されているのかは謎のままである。

## 使い手
- ヤーマ
- シュケン（これに北斗宗家の拳を組み込み北斗神拳を創始）
- ヤサカ

極十字聖拳の流飛燕を少年を囮とし、不意打ちで秘孔を突いて捕らえる（この時は手で直接突かず、針状の飛び道具を使用）。その後の飛燕との一騎討ちでも、飛燕を北斗神拳を見切るための試し相手として扱い、死を覚悟し相打ちを狙った飛燕ですらも手傷を負わせるに留まる。
霞拳志郎とは、飛燕と戦った後に手傷を負った状態で戦ったが、拳志郎が繰り出した北斗百裂拳を薄皮一枚で見切って、死んだふりをするなど五分に渡り合った。又、｢天授の儀｣に臨む直前の劉宗武に挑み、宗武の必勝の拳をかわしてみせた。

## 技
技は未詳だが、北斗劉家拳の劉宗武すらも手傷を負うほどの拳力を秘める。また元祖であるがゆえに、経絡秘孔を操る術にかけては北斗神拳と同等か、それを凌ぐ可能性がある。ヤサカ自身が「戦場の拳」と豪語するように、忍び寄っての「暗殺拳」である北斗神拳とは異なり、戦場の混乱の中で相手をいかにしとめるかという事に特化した拳法である。
操孔針
ヤサカが流飛燕を捕えるために使った技。秘孔を操作するため、相手の体に針を打ち込む。針を突き立てられし者は、西斗月拳の拳士に身体の自由を掌握されてしまう。

## 奥義
相雷拳
ヤサカが捕らえた流飛燕に対し「負けはない」と言い放った奥義。後に飛燕との戦いにて使う。それは拳を背に隠して相手に間合いを計らせず、その状態で相手に攻めかかるものだが飛燕の拳で自らも傷つき、一見するとただの相打ちだった。だが、この奥義の極意は事前に複数の秘孔を突き、相雷拳での突きが止めの一撃となるものである。事実飛燕は相雷拳を受けた直後、傷つきながらも立っているヤサカとは対照的に、ヤサカをして「放っておいても衰弱して死ぬ」程の重傷を負った。